# ماریز کنده
ماریز کنده (به فرانسوی: Maryse Condé) زادهٔ ۱۱ فوریه ۱۹۳۴ – درگذشتهٔ ۲ آوریل ۲۰۲۴) نویسنده و رمان‌نویس اهل فرانسه بود. وی در ٢ آوریل ۲۰٢۴، در سن ۹۰ سالگی درگذشت. 